# عقد 1080
عقد 1080 هو عقد امتد بين 1 يناير 1080 و31 ديسمبر 1089 بحسب التقويم الميلادي. سبقه عقد 1070 ولحقه عقد 1090.

## أحداث
- معركة ديرهاخيوم (1081)
- معركة الزلاقة (1086)
- معركة قلعة المنار (1082)

## مواليد
- إيرين المجرية (1088)
- راميرو الثاني ملك أراغون (1086)
- ابن عزرا (1089)
- فياتشيسلاف فلاديميروفيتش (1083)
- هنري الخامس (1086)
- بهرام شاه الغزنوي (1084)
- عرقلة الدمشقي (1087)
- هونجونغ ملك غوريو (1084)
- مهستي الكنجوية (1089)
- ابن العريف (1088)
- ابن القطان البغدادي (1086)

## وفيات
- أبو الحسن اللخمي (1085)
- أبو عامر بن غرسية (1084)
- ناصر خسرو (1088)
- كونراد الأول، كونت لوكسمبورغ (1086)
- أسماء بنت شهاب (1087)
- أبو بكر بن عبد العزيز (1085)
- بيتر الثاني من تراني (1081)
- الناصر بن علناس بن حماد (1088)
- ويليام الأول كونت بورغندي (1087)
- المؤتمن بن هود (1084)
- ويليام الثامن، دوق آكيتاين (1086)

## كتب
- Yves Denis Papin (1998). Chronologie de l'histoire ancienne. Lieu de publication non identifié: Éditions Jean-paul Gisserot. ISBN:2-87747-346-5. OCLC:40746926. مؤرشف من الأصل في 2022-03-16.
- موسوعة حضارة العالم (2002) لأحمد محمد عوف.

## روابط خارجية
- تصفح سنة بسنة عقد 1080 على موقع onthisday.com
- تصفح سنة بسنة عقد 1080 ابتداءً من سنة عقد 1080 على موقع المكتبة الوطنية الفرنسية